# Gustav Reiner
Gustav "Gustl" Reiner (Bietigheim-Bissingen, 13 de junio de 1953 - Bietigheim-Bissingen, 24 de noviembre de 2007) fue un piloto alemán de motocicletas.
Reiner era conocido como "Kamikaze-Gustl" debido a su estilo de conducción imprudente y numerosas caídas y, por lo tanto, un placer para la multitud. En 1979, 1986 y 1987 se convirtió en campeón alemán de motocicletas en la clase de 500 cc.
Gustav Reiner murió de insuficiencia cardíaca el 24 de noviembre de 2007, después de que se le hubiera extirpado en una infección posterior a una colocación de una prótesis de cadera.

## Biografía
Gustav Reiner estuvo compitiendo en el Campeonato Alemán de Motocicletas durante entre 1979 y 1988 y también participó esporádicamente en el Campeonato Mundial de Motocicletas como privado.
Su mejor resultado fue en el Gran Premio de Checoslovaquia de 1981 en Brno, cuando terminó tercero detrás del eventual campeón del mundo Anton Mang y el francés Jean-François Baldé en su Bimota-Yamaha en la carrera de 350 cc. Reiner logró su mejor puesto en la Copa del Mundo en la categoría de 350cc en 1982 cuando terminó décimo con 19 puntos.
También en la categoría del medio litro, Gustav Reiner causó furor con una Suzuki privada. En 1979, fue sexto en la carrera de lluvia de Spa-Francorchamps y sexto en 1984 en el Gran Premio de España en Jerez.

## Resultados en los Grandes Premios de Motociclismo
Sistema de puntuación de 1968 a 1987
| Puesto | 1  | 2  | 3  | 4 | 5 | 6 | 7 | 8 | 9 | 10 |
| Puntos | 15 | 12 | 10 | 8 | 6 | 5 | 4 | 3 | 2 | 1  |

Sistema de puntuación de 1988 a 1992
| Puesto | 1  | 2  | 3  | 4  | 5  | 6  | 7 | 8 | 9 | 10 | 11 | 12 | 13 | 14 | 15 |
| Puntos | 20 | 17 | 15 | 13 | 11 | 10 | 9 | 8 | 7 | 6  | 5  | 4  | 3  | 2  | 1  |

(Las carreras en negrita indica que se consiguió la pole; la letra cursiva indica que consiguió la vuelta rápida)
| Temporada | Categoría | Equipo             | 1       | 2       | 3       | 4       | 5       | 6       | 7       | 8       | 9       | 10      | 11      | 12      | 13      | 14    | 15    | Pts. | Pos. |
| --------- | --------- | ------------------ | ------- | ------- | ------- | ------- | ------- | ------- | ------- | ------- | ------- | ------- | ------- | ------- | ------- | ----- | ----- | ---- | ---- |
| 1978      | 350cc     | Yamaha             | VEN -   |         | AUT -   | FRA -   | NAT -   | NED -   |         | SWE -   | FIN -   | GBR -   | GER Ret | CZE -   | YUG -   |       |       | 0    | -    |
| 1978      | 500cc     | Yamaha             | VEN -   | ESP -   | AUT -   | FRA -   | NAT -   | NED -   | BEL -   | SWE -   | FIN -   | GBR -   | GER 11  |         |         |       |       | 0    | -    |
| 1979      | 500cc     | Suzuki             | VEN -   | AUT 20  | GER Ret | NAT -   | ESP Ret | YUG -   | NED DNQ | BEL 4   | SWE Ret | FIN Ret | GBR -   |         | FRA Ret |       |       | 8    | 21.º |
| 1979      | 350cc     | Kawasaki           | VEN -   | AUT -   | GER Ret | NAT -   | ESP -   | YUG -   | NED -   |         |         | FIN -   | GBR -   | CZE -   | FRA Ret |       |       | 0    | -    |
| 1980      | 500cc     | Suzuki             | NAT DNQ | ESP -   | FRA -   |         | NED DNQ | BEL Ret | FIN -   | GBR 22  |         | GER 10  |         |         |         |       |       | 1    | 23.º |
| 1980      | 350cc     | Kawasaki           | NAT -   |         | FRA -   |         | NED -   |         |         | GBR DNQ | CZE Ret | GER 17  |         |         |         |       |       | 0    | -    |
| 1981      | 500cc     | Solo               |         | AUT -   | GER DNQ | NAT Ret | FRA -   |         | YUG -   | NED -   | BEL -   | RSM -   | GBR -   | FIN -   | SWE -   | CZE - |       | 0    | -    |
| 1981      | 350cc     | Solo               | ARG Ret | AUT Ret | GER DNQ | NAT Ret |         |         | YUG -   | NED -   |         |         | GBR -   |         |         | CZE 3 |       | 10   | 13.º |
| 1982      | 500cc     | Suzuki             | ARG -   | AUT Ret | FRA -   | ESP -   | NAT -   | NED -   | BEL -   | YUG DNS | GBR -   | SWE -   |         |         | RSM -   | GER - |       | 0    | -    |
| 1982      | 350cc     | Bimota-Yamaha      | ARG 6   | AUT Ret | FRA -   |         | NAT 7   | NED 6   |         |         | GBR 3   |         | FIN Ret | CZE 6   |         | GER - |       | 19   | 10.º |
| 1983      | 500cc     | Suzuki             | RSA Ret | FRA Ret | NAT 13  | GER 16  | ESP 14  | AUT Ret | YUG 17  | NED DNS | BEL -   | GBR -   | SWE -   | RSM -   |         |       |       | 0    | -    |
| 1984      | 500cc     | Honda              | RSA Ret | NAT 13  | ESP 6   | AUT DNS | GER Ret | FRA DNS | YUG DNS | NED 7   | BEL 10  | GBR DNS | SWE Ret | RSM Ret |         |       |       | 10   | 17.º |
| 1985      | 500cc     | Bakker-Honda       | RSA 14  | ESP DNS | GER DNS | NAT DNS | AUT 12  | YUG 9   | NED Ret | BEL 10  | FRA 8   | GBR Ret | SWE Ret | RSM 7   |         |       |       | 10   | 14.º |
| 1986      | 500cc     | Bakker-Honda       | ESP Ret | NAT DNS | GER 9   | AUT 8   | YUG DNQ | NED Ret | BEL -   | FRA DNS | GBR -   | SWE -   | RSM -   |         |         |       |       | 5    | 14.º |
| 1987      | 500cc     | Hein Gericke-Honda | JPN Ret | ESP Ret | GER 9   | NAT Ret | AUT Ret | YUG Ret | NED DNQ | FRA Ret | GBR Ret | SWE -   | CZE -   | RSM 9   | POR 10  | BRA - | ARG - | 5    | 19.º |
| 1988      | 500cc     | Hein Gericke-Honda | JPN -   | USA -   | ESP Ret | EXP DNS | NAT DNQ | GER DNQ | AUT 11  | NED DNS | BEL -   | YUG -   | FRA -   | GBR -   | SWE -   | CZE - | BRA - | 5    | 26.º |